# Alfred Hitchcock
Sir Alfred Joseph Hitchcock KBE (n. 13 august 1899 Leytonstone, Londra, Regatul Unit - d. 29 aprilie 1980 Bel Air, California, SUA) a fost un regizor și producător de film. A regizat mai mult de 50 de filme trecând prin toate erele cinematografiei. Este considerat unul dintre regizorii cu cea mai mare influență asupra posterității.
Și-a început cariera de regizor în Regatul Unit în anul 1922 și abia din 1939 a început să lucreze în Statele Unite ale Americii. A locuit împreună cu familia sa în Scotts Valley, California (1940-1972). Hitchcock a decedat în 1980 în urma unei insuficiențe renale.
Șase filme regizate de Alfred Hitchcock au fost nominalizate la Premiile Oscar: Rebecca în 1941, Suspicion în 1942, Lifeboat în 1945, Spellbound în 1946, Rear Window în 1955 și Psycho în 1961.
Filmele sale au ajuns celebre pentru originalitate și, mai ales, pentru suspansul provocat de mâna unui maestru.

## Biografie

### Primii ani, familie
A crescut într-o familie săracă. Părinții săi, William (1862-1914) și  Emma (1863-1942), erau partizanii unei educații stricte catolice. Educația sa și aspectul său fizic nefericit au făcut ca de mic copil să fie timid și rușinos, lucru ce l-a urmărit în toată viața sa. La vârsta de 7 ani, Alfred Hitchcock a fost înscris la colegiul iezuit St. Ignatius din Londra, unde domnea un regim foarte sever. Pentru neascultare sau alte mici greșeli, băieții erau bătuți cu o vergea groasă de gumă. Dar locul și timpul când urma să fie aplicată pedeapsa erau alese chiar de cel pedepsit și această amânare a unei pedepse iminente îl teroriza pe copil câteva zile. S-ar putea ca tocmai din această așteptare terifiantă a pedepsei să se fi născut suspansul lui Hitchcock.
Odată, în copilărie, pe când avea vreo 5 ani, tatăl l-a pedepsit într-un mod foarte original pe micuțul Alfred, trimițându-l cu un bilețel la o circă de poliție locală. Polițistul a citit biletul scris de domnul William Hitchcock și l-a închis într-o celulă pe copilul "neastâmpărat" pentru câteva minute. Tot restul vieții, Hitchcock s-a temut de polițiști și, din această cauză, n-a condus niciodată mașina.

### Trenuri și călătorii
Tânărului Hitchcock nu îi plăceau nimic mai mult decât trenurile și călătoriile. Cum însă familia sa nu avea mijloacele financiare pentru a pleca în concedii, Hitchcock citea mersul trenurilor, memorând orarul sosirilor, și-și petrecea timpul admirând intrarea și plecarea trenurilor din gară. Se spune că nu învăța pe de rost numai mersul trenurilor, ci și pe cel al navelor care soseau și plecau din port. Acesta era fascinat de locomotivele cu aburi, susținând că singurele trenuri adevărate erau cele cu locomotive cu aburi și că, spre dezamăgirea sa, motorul diesel a privat omenirea de un anumit element dramatic. Pentru el, locomotivele cu aburi erau o manifestare dramatică a furiei și ferocității, pe când motoarele diesel erau întruchiparea calmului gentlemanului britanic, chiar și când zburau la viteze năucitoare. Căile ferate și locomotivele cu aburi, frecvente în filmele sale, reprezintă probabil o expresie a amintirilor și a experiențelor prin care a trecut.
După moartea tatălui său a abandonat colegiul pentru a studia inginerie și navigație. După absolvire a început să lucreze la Compania Telegrafică Hanley.

### Pasiunea pentru cinematografie

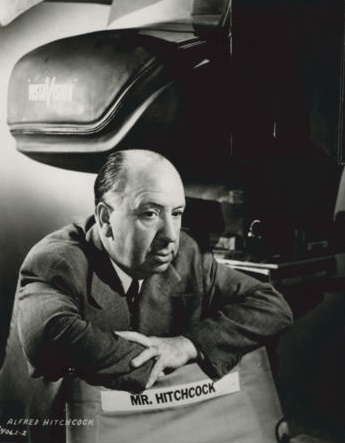
Alfred Hitchcock în 1960

Hitchcock a fost mereu un admirator înfocat al lui Charles Dickens și Edgar Allan Poe și un îndrăgostit de cinema, mai ales după ce a văzut "Nașterea unei națiuni" de D. W. Griffith.
În 1920 făcea afișele diverselor filme mute ce erau vizionate în Famous Players Lasky. Această muncă ocazională a pus stăpânire pe el puțin câte puțin și tânărul Hitchcock a început să fie pasionat pentru lumea cinematografiei și să participe ca monteur, regizor artistic și scenarist în filmele lui: Donald Crisp și Hugh Ford. În această companie a cunoscut-o pe Alma Reville care muncea ca monteuză și cu care s/a căsătorit în 1926. Alma a fost regizor secund și scenaristă la numeroase filme ale soțului său.
Hitchcock suferea din cauza obezității sale și era convins că nicio femeie nu-l va iubi vreodată. Când s-a căsătorit, la 27 de ani, n-a mai avut ochi decât pentru soția sa. Dorințele refulate s-au transformat în complexe pe care Hitchcock le-a "răzbunat" într-un mod original în filmele sale, în care imaginea femeii era "concurată" de cuțit, zăbrele, cătușe, foarfece, ghilotină... Mai ales blondele îl înfuriau și-l făceau să-și piardă cumpătul. Există o bine-cunoscută istorie: Hitchcock stătea la o șuetă, după lucru, cu un scenarist, și după mai multe pahare companionul său rosti numele lui Ingrid Bergman. Regizorul a avut o izbucnire isterică: "Ingrid Bergman a fost îndrăgostită de mine timp de 30 de ani, a fost nebună după mine... Sărea peste mine în pat, plângea, urla...".
Hitchcock era foarte neputincios în fața problemelor vieții cotidiene și nu se descurca deloc fără soția sa, Alma Reville. Odată aceasta a întârziat mai mult timp la prietena sa, actrița Anne Baxter, întorcându-se acasă tocmai spre seară. După această întâmplare, Hitchcock a urât-o într-atât pe Baxter, că nu i-a mai propus niciun rol în filmele sale.
Pe 7 iulie 1928 s-a născut fetița lor, Patricia, care a jucat ca actriță în filmul Strangers on a Train.
Hitchcock a lucrat trei ani ca regizor secund al lui Graham Cutts. În 1923, începe filmarea la scurtmetrajul Number 13 (niciodată terminat). Posibilitatea unui lungmetraj apare abia după ce a fost în München. Aici regizează primul său film, The Pleasure Garden, o producție germano-britanică, foarte populară.
Imediat după aceea, regizorul londonez va face și primul film cu sonor din Anglia, Șantajul, în 1929. În timpul filmărilor a primit vizita "surpriză" a alteței regale, Isabel, ducesa de York, care va fi mama actualei regine.
Cu oameni puțini în jur, Hitchcock s-a transformat într-un geniu al unei cinematografii discrete, cum era cinematografia engleză. Filme ca: Murder 1930, The Man Who Knew Too Much 1934 și în special The 39 Steps 1935 l-au transformat într-o emblemă internațională a noului cinematograf britanic.
Era celebru pentru glumele sale proaste pe care le făcea mai ales actorilor. Din cauza defectelor fizice și a sensibilității sale rănite, Hitchcock a fost din copilărie un singuratic și nu se simțea deloc bine printre oameni. Devenind regizor celebru, el evita în mod demonstrativ orice recepție sau petrecere. Distracția sa principală au fost glumele vulgare și de o oarecare cruzime pe seama celorlalți... De pildă, unei actrițe care locuia într-o casă cu încălzire centrală, Hitchcock i-a descărcat, cu falsă generozitate, în fața casei două tone de cărbuni; altei actrițe i-a trimis în ziua ei de naștere 400 de pești afumați, deși știa că femeia nu suporta mirosul de pește. Pe un actor cunoscut l-a invitat la un "bal mascat" și când acesta și‑a făcut prezența drapat într-un pitoresc costum de sultan turc, a constatat cu surprindere că restul oaspeților purtau smoching. Melanie Griffith își aduce aminte cu groază că, pe când avea 5 ani, Hitchcock i-a dăruit o păpușă – pusă într-un mic sicriu de pin –, ce semăna leit cu mama actriței, Tippi Hedren.
Este evident că marile sale "lucrări" din etapa britanică l-au recomandat pe Hitchcock pentru industria Hollywood-ului. Pe 22 august 1937 a vizitat cu familia sa New York-ul și a reușit să stabilească o întâlnire cu David O. Selznick, producătorul filmului Pe aripile vântului, la data de 14 iulie 1938. Condițiile de producție l-au convins pe Hitchcock să se mute cu familia în Statele Unite ale Americii din 1939.

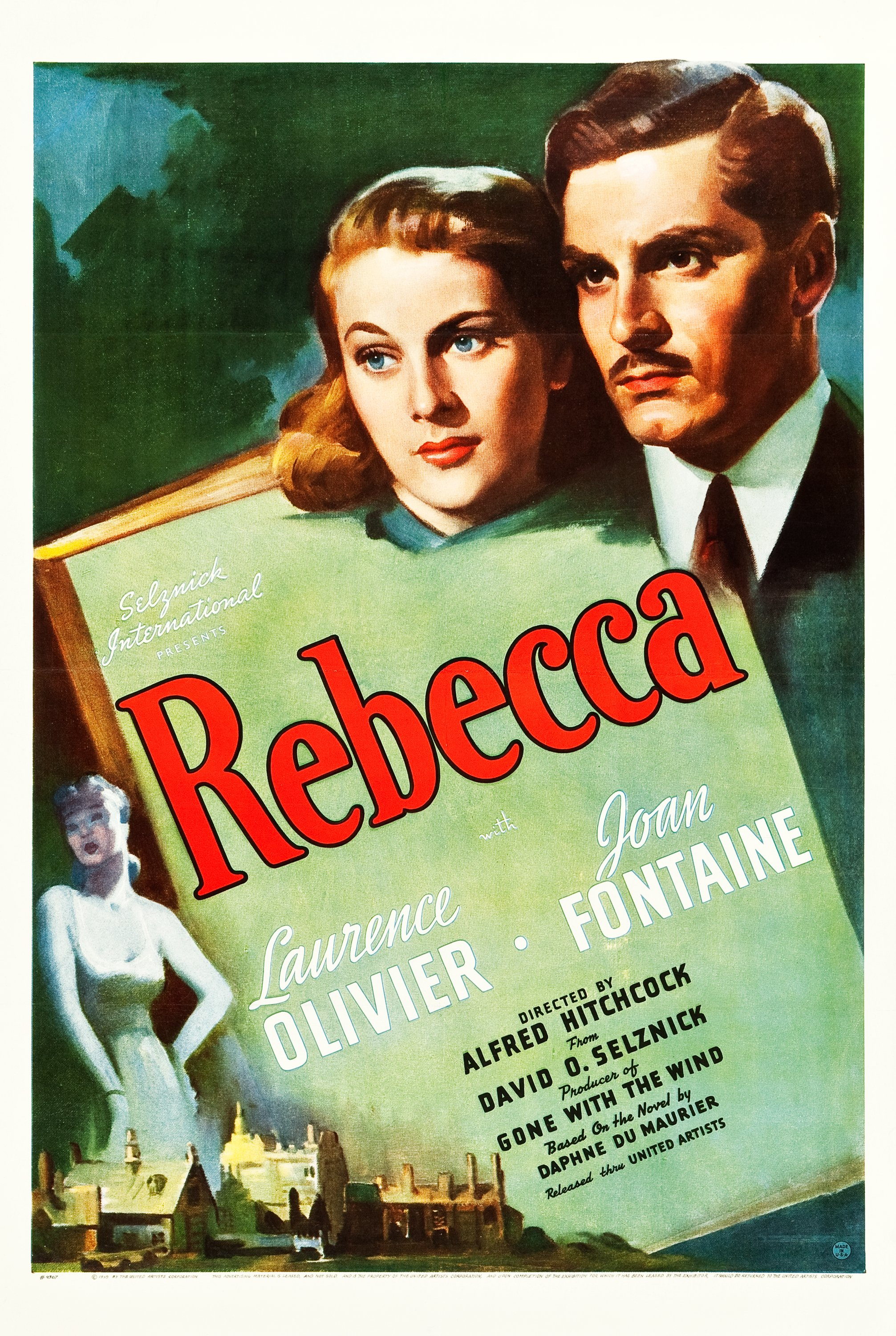
Rebecca, unul din primele succese la box-office ale lui Hitchcock

Și-a început cariera în Statele Unite ale Americii prin adaptarea romanului Rebecca de Daphne Du Maurier în 1940.
Această melodramă exploatează temerile și iluziile unei tinere soții care se mută în Anglia și care trebuie să lupte cu un bărbat distant, o menajeră excesiv de posesivă și mai ales cu memoria fostei soții: frumoasa și misterioasa Rebecca. 
Acest film a obținut unsprezece nominalizări la Premiile Oscar, dar John Ford a câștigat în acel an pentru cel mai bun regizor.
Au apărut unele neînțelegeri între Selznick și Hitchcock. În 1959, odată cu lansarea filmului North By Northwest, Hitchcock a făcut o aluzie la David O. Selznick precizând că "O" vine de la nimic.
Acțiunea celui de-al doilea film american al lui Hitchcock se petrece în Europa. Foreign Correspondent a fost filmat în primul an al celui de-al Doilea Război Mondial și a fost inspirat din schimbările rapide ce au avut loc în Europa, descrise de un corespondent al unui important cotidian din Statele Unite ale Americii. De asemenea, cenzorii Hollywood-ului au cerut eliminarea scenelor în care se făcea referire la Germania și germani.
Alfred Hitchcock își rezerva în filmele sale o scurtă apariție. Aparițiile sale pasagere în filme au devenit, repede, o parte a jocului pentru Hitchcock și o provocare pentru marele public, adesea frustrat de filme în care regizorul apărea în stilul "e suficient să clipești și l-ai pierdut". Printre acestea se numără Notorious 1946 – unde soarbe o cupă de șampanie la o mare petrecere, la vila lui Claude Rains; Strangers on a Train 1951 – când urcă în tren cu un contrabas; Dial M for Murder 1954 - în partea stângă a fotografiei de la întâlnirea de promoție; Rear Window 1954 – când întoarce ceasul din apartamentul compozitorului; Psycho 1960 - poartă o pălărie de cowboy și se uită pe fereastra lui Janet Leigh când aceasta se întoarce în biroul ei; The Birds 1963 - pleacă din magazinul cu produse pentru animale, ținând în lesă doi terrieri albi, exact când intră Tippi Hedren. "Pozele" marelui regizor aveau să fie în final restricționate. Temându-se că atenția publicului riscă să fie distrasă de la intriga principală a filmului, din dorința de a surprinde apariția fugară a marelui regizor, directorii marilor studiouri l-au silit pe Hitchcock să își restrângă aparițiile la începutul fiecărui film.
În 1941, și-a început prietenia cu Cary Grant, cel care se constituie într-un reper pentru actorii distribuiți în filmele sale. Hitchcock mai avea preferințe profesionale pentru James Stewart și Gregory Peck.
În 1944 creează propria sa casă de producție împreună cu Sidney Berstein: Transatlantic Pictures. În același an începe să lucreze cu Ingrid Bergman, prima blondă de care era fascinat.
A regizat Notorius 1946, care îl avea în distribuție pe Cary Grant. Ingrid Bergman și Gregory Peck au fost protagoniștii filmului Spellbound (1945).
În 1948, Ingrid Bergman deja începuse să lucreze și cu Roberto Rossellini. Aceasta a fost o mare lovitură pentru Hitchcock, dar nu a întârziat să-și arate recunoștința pentru o nouă muză, Grace Kelly, pe care a distribuit-o în Rear Window și în To catch a thief, unde juca împreună cu Cary Grant.
Fără îndoială, nunta lui Grace Kelly cu prințul Rainier al III-lea de Monaco și retragerea ei din lumea filmului au făcut ca starea sănătății lui Alfred Hitchcock să se înrăutățească.
În 1958 a primit Globul de Aur pentru cel mai bun serial. Din nefericire, în același an, soția sa, Alma, a fost diagnosticată cu cancer.
În 1959, Hitchcock a filmat unul dintre cele mai bune filme ale sale, North by Northwest, cu Cary Grant și Eva Marie Saint. Imaginea lui Cary Grant, alergând de un avion pe câmp, este una din imaginile de neuitat ale oricărui cinefil.
În 1960 a lucrat la Psycho (1960), cu Anthony Perkins și Janet Leigh, unul dintre cele mai mari succese din cariera sa, care conține o scenă care a impresionat și influențat istoria celei de-a 7 arte, asasinarea protagonistei la duș, la jumătatea filmului.
În 1963, a fost lansat The Birds cu Tippi Hedren și Rod Taylor, artista convertindu-se în noua muză blondă a maestrului. La foarte scurt timp, a turnat Marnie (unde Tippi Hedren a jucat alături de Sean Connery).
Între 1966 și 1969, criticii s-au năpustit asupra lui pentru Torn Curtain (1966) cu Paul Newman și Julie Andrews și Topaz (1969) cu Frederick Stafford și Claude Jade. Se impunea schimbarea stilului. În Frenzy (1972) întâlnim tehnici cinematografice de o actualitate surprinzătoare. Dar proiectul s-a dovedit prea revoluționar și prea riscant, putând să pună capăt definitiv carierei de regizor a lui  Hitchcock. Astfel, studiourile Universal Pictures i-au respins proiectul.
În 1968 a primit un Oscar onorific, Premiul în Memoria lui Irving Thalberg pentru întreaga sa cariera în cadrul ceremoniei  Premiilor Academiei. În ciuda faptului că nu a primit niciun premiu Oscar în competiție, întotdeauna a fost și va fi considerat maestrul suspans-ului.
În 1976, Hitchcock a regizat Family Plot cu Karen Black și Bruce Dern.
În 1979, American Film Institute îi decernează premiul pentru munca sa. În același an, Regina Angliei îi decernează titlul de  Sir.
Un an mai târziu, la 29 aprilie 1980, moare în casa sa din Los Angeles, la vârsta de 80 de ani.
Mulți regizori (Claude Chabrol, Brian De Palma, François Truffaut, Pedro Almodóvar) recunosc că Alfred Hitchcock și opera sa i-au influențat în carieră.

## Filmografie
- 1.  Family Plot (1976)
- 2.  Frenzy (1972) (Frenezia[9])
- 3.  Topaz (1969)

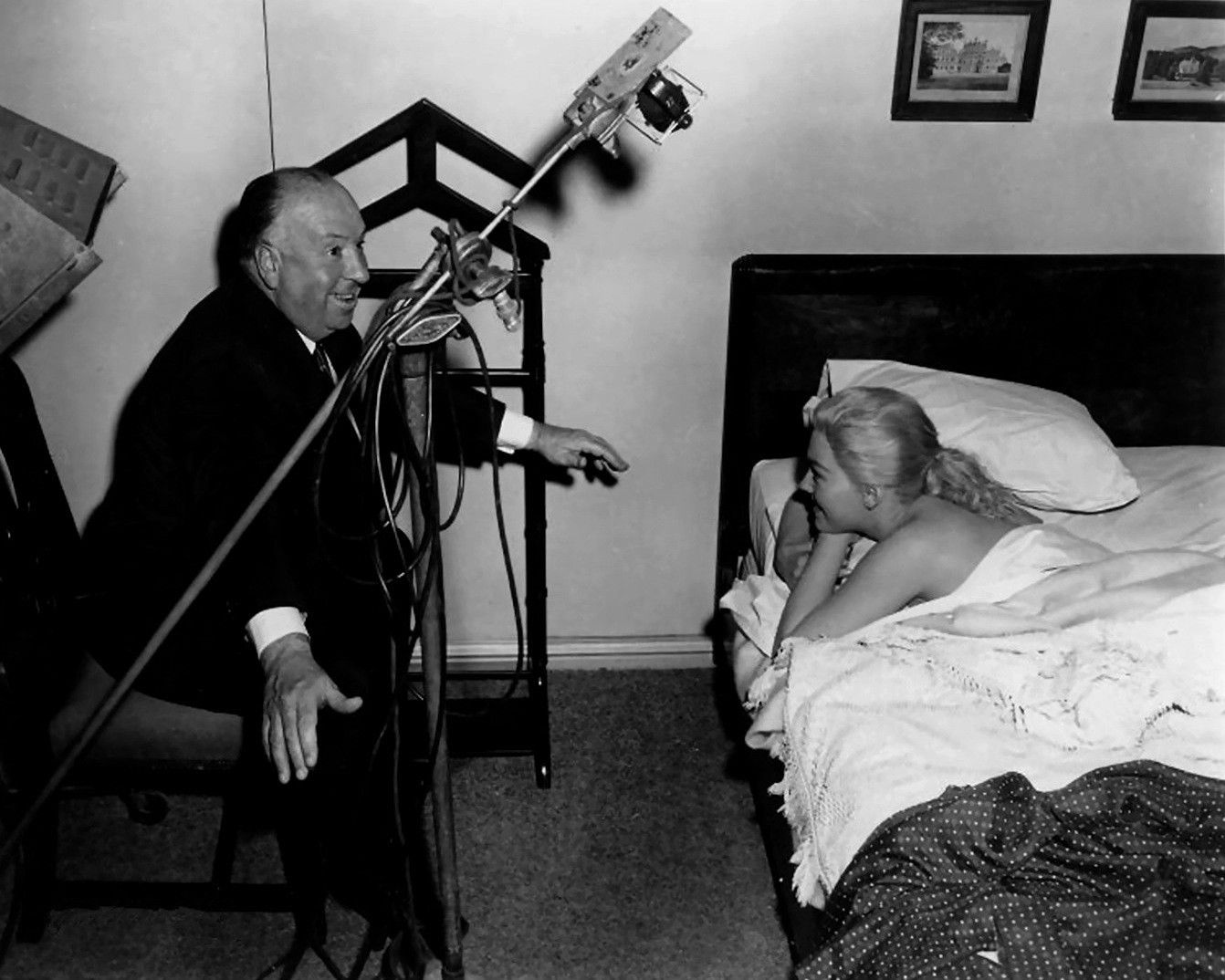
Alfred Hitchcock și Kim Novak pe platoul de filmare al peliculei Amețeala, 1958

- 4.  Torn Curtain (1966) (Cortina sfâșiată)
- 5.  Marnie (1964)
- 6.  The Birds (1963)
- 9.  Psycho (1960)
- 11. North by Northwest (1959)
- 12. Vertigo (1958)
- 14. The Wrong Man (1956)
- 15. The Man Who Knew Too Much (1956)
- 16. The Trouble with Harry (1955)
- 17. To Catch a Thief (1955)
- 18. Rear Window (1954)
- 19. Dial M for Murder (1954)
- 20. 1953 Mărturisire (I Confess)
- 21. Strangers on a Train (1951)
- 22. Stage Fright (1950)
- 23. Under Capricorn (1949)
- 24. Rope (1948)
- 25. The Paradine Case (1947)
- 26. Notorious (1946)
- 27. Spellbound (1945)
- 28. Watchtower Over Tomorrow (1945)
- 29. Lifeboat (1944)
- 30. Bon Voyage (1944)
- 31. Aventure malgache (1944)
- 32. Shadow of a Doubt (1943)
- 33. Saboteur (1942)
- 34. Suspicion (1941)
- 35. Mr. & Mrs. Smith (1941)
- 36. Foreign Correspondent (1940)
- 37. Rebecca (1940)
- 38. Jamaica Inn (1939)
- 39. The Lady Vanishes (1938)
- 40. Young and Innocent (1937)
- 41. Sabotage (1936)
- 42. Secret Agent (1936)
- 43. 39 de trepte (1935)
- 44. The Man Who Knew Too Much (1934)
- 45. Waltzes from Vienna (1934)
- 46. Number Seventeen (1932)
- 47. Rich and Strange (1931)
- 48. Mary (1931)
- 49. The Skin Game (1931)
- 50. Murder! (1930)
- 51. Junona și păunul (1930)
- 52. An Elastic Affair (1930)
- 53. Elstree Calling (1930)
- 54. The Manxman (1929)
- 55. Blackmail (1929)
- 56. Sound Test for Blackmail (1929)
- 57. Champagne (1928)
- 58. The Farmer's Wife (1928)
- 59. Easy Virtue (1928)
- 60. Downhill (1927)
- 61. The Ring (1927)
- 62. The Lodger: A Story of the London Fog (1927)
- 63. The Mountain Eagle (1926)
- 64. The Pleasure Garden (1925)
- 65. Always Tell Your Wife (1923)
- 66. Number 13 (1922) (neterminat)

## Colaborări frecvente

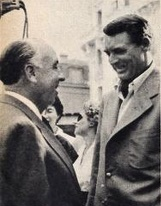
Alfred Hitckcock și Cary Grant în 1955

Actori:
| - Sara Allgood - Ingrid Bergman - Donald Calthrop - Leo G. Carroll - Edward Chapman - Hume Cronyn - Violet Farebrother - Cary Grant - Clare Greet - Edmund Gwenn - Gordon Harker - Tom Helmore | - Ian Hunter - Isabel Jeans - Hannah Jones - Malcolm Keen - Phyllis Konstam - Grace Kelly - Jessie Royce Landis - John Longden - Percy Marmont - Vera Miles - Basil Radford - James Stewart - John Williams |